# پاریزین
پاریزین (فرانسوی: Le Parisien‎) روزنامه‌ای است که اخبار بین‌المللی، ملی، اخبار محلی پاریس و حومه را تحت پوشش قرار می‌دهد. در سال ۲۰۱۴ تیراژ این روزنامه ۲۲۹٬۶۳۸ بوده‌است. نسخه ملی این روزنامه با نام اوژوردویی (فرانسوی: Aujourd'hui‎) در فرانسه منتشر می‌شود.

## تاریخچه
این روزنامه با نام پاریزین لیبره (تلفظ [lə paʁizjɛ̃ libeʁe]؛ به معنی پاریسی آزاد شده) توسط امیلین اماوری در سال ۱۹۴۴ تأسیس شد، و اولین نسخه آن در ۲۲ اوت ۱۹۴۴ منتشر شد. در ابتدا به عنوان ارگان زیرزمینی مقاومت فرانسه در طول اشغال فرانسه توسط آلمان نازی در جنگ جهانی دوم راه اندازی شد.
نام آن در سال ۱۹۸۶ به نام فعلی تغییر یافت. نسخه ملی این روزنامه به نام ( Aujourd'hui en France) (تلفظ [oʒuʁdɥi ɑ̃ fʁɑ̃s]؛ به معنی امروز در فرانسه) است.